# Droga (fizyka)
Droga – długość odcinka toru (krzywej lub prostej), jaką pokonuje wybrany punkt ciała lub punkt materialny podczas swojego ruchu. Droga nie oznacza odległości pomiędzy dwoma punktami wyznaczającymi początek i koniec ruchu. Liczy się ją wzdłuż toru ruchu, czyli po krzywej, po której porusza się ciało.
Droga jest sumą dróg przebytych przez ciało w nieskończenie małych odcinkach czasu {\displaystyle \mathrm {d} t,} co wyraża wzór
{\displaystyle s=\int \limits _{t_{0}}^{t_{1}}\operatorname {d} s=\int \limits _{t_{0}}^{t_{1}}v(t)\operatorname {d} t.}
W ruchu jednostajnym (ze stałą prędkością) drogę pokonaną w czasie od {\displaystyle t_{0}} do {\displaystyle t_{1}} wyraża wzór
{\displaystyle s=v(t_{1}-t_{0}).}
Drogę można zapisać jako funkcję czasu. Kinematyczne równanie ruchu jest wówczas całką nieoznaczoną z wyrażenia podcałkowego (1) i przybiera postać
{\displaystyle s(t)=s_{0}+vt.}
Dla ruchu jednostajnie przyspieszonego prędkość wyraża wzór
{\displaystyle v=v_{0}+at,}
dlatego po całkowaniu (1) drogę określa wzór:
{\displaystyle s(t)=s_{0}+v_{0}t+{\frac {at^{2}}{2}},}
gdzie:
{\displaystyle s} – droga,
{\displaystyle s_{0}} – droga początkowa,
{\displaystyle v} – prędkość ciała (punktu),
{\displaystyle t} – czas ruchu,
{\displaystyle v_{0}} – prędkość początkowa,
{\displaystyle a} – przyspieszenie,
{\displaystyle t_{0}} – chwila początku ruchu,
{\displaystyle t_{1}} – chwila końca ruchu,
{\displaystyle v(t)} – funkcja prędkość ciała (punktu).
Układ współrzędnych, w których opisywany jest ruch, można dobrać tak, aby {\displaystyle s_{0}=0.}
Jednostkami drogi są jednostki długości, w układzie SI jest to metr.
W pojazdach przebytą drogę mierzy licznik kilometrów.